# 張惠珍
張惠珍（韓語：장혜진，1987年5月13日—），韓國女子射箭運動員，出生於慶尚北道大邱廣域市。奧運會雙金牌得主，她曾在2016年里約奧運的女子團體以及個人射箭項目獲得奧運冠軍。她是前世界排名第一的反曲弓射手，曾在2017年至2019年間站上世界射箭排名第一。她是右撇子，平常使用27.8-英寸（71-）的箭和40磅（18）的弓。
張惠珍在11歲開始接觸射箭後，於2008年首次亮相國際比賽。她於2010年首次獲得韓國國家隊的參賽資格，此後定期代表韓國參加國際比賽。 除了奧運成績，她還獲得了世界射箭錦標賽、亞運會和世大運的團體金牌，並在2017年世錦賽上獲得女子個人亞軍。

## 早年生活
張惠珍在1987年5月13日出生於韓國大邱廣域市。她在11歲時第一次接觸射箭，兩年後參加了她的第一次全國錦標賽。她在大邱高中二年級時贏得了她的第一場比賽，在大邱啟明大學學習後，她加入了位於首爾的LH俱樂部進行專業射箭訓練。截至2018年8月，她仍然是LH俱樂部的成員。

## 職業生涯

### 2008-2014：早期職業生涯
張惠珍於2008年在台南舉行的世界大學射箭錦標賽上首次亮相國際比賽。次年，她被選中參加貝爾格勒世大運，在女子團體反曲弓比賽中獲得金牌。2010年，她成功入選韓國成年射箭隊，一直到2012年倫敦奧運她首次入選國家隊，但是因為在個人的世界盃紀錄和初步選秀之間有著一分積分之差，進而錯失了參加倫敦奧運的機會，還包括李成震和崔玄姝在內。最後她在國家隊選拔賽中排名第四，其中前三名才能入選奧運會比賽。
她於2013年在兩年一度的世界射箭錦標賽上首次亮相，在一場低分決賽中擊敗白俄羅斯後，與尹玉姬和奇甫倍一起贏得了女子團體反曲弓冠軍。11個月後，她在2014年仁川亞運上獲得兩枚獎牌，在女子團體和女子個人反曲弓項目中均獲得金牌。在輕鬆戰勝中國隊之後，她與隊友鄭多素美和李特英一起獲得了韓國連續第五個女子團體冠軍，但在個人決賽中以7比3的比分敗給鄭，在個人項目上獲得銀牌。

### 2016：奧運冠軍
2016年春天，她第二次嘗試獲得韓國奧運代表隊資格，與奧運金牌衛冕得主奇甫倍和女子反曲弓世界排名第一的崔美善一起參加2016年里約奧運的女子個人和女子團體項目。儘管人們普遍認為這三人組將在團體比賽中連續第八次獲得奧運金牌，但由於奇甫倍和崔美善在2015年世錦賽上表現出色後，皆有望在個人項目中取得成功。而張惠珍後來則是被路透社描述為三位韓國女性中「最不被看好的」。
在7月的奧運會上，她在72箭排名賽中獲得亞軍，從最高分720環中獲得666環。這讓她獲得了個人賽的二號種子。崔美善和奇甫倍也分別獲得了第一和第三名的高分，三人組合獲得了1,998環，獲得了團體賽的頭號種子。而她們三人所組成的南韓女子射箭隊，最終成功地保持了韓國在個人比賽之前的團體賽中的不敗紀錄，擊敗了二號種子俄羅斯，也幫助南韓從射箭項目自1988年漢城奧運列入正式項目以來，連續八屆賽會在女子團體射箭都獲得金牌
。
她作為個人項目的二號種子，至少在準決賽之前都要避免面對到奇甫倍或崔美善。前四輪中的四場勝利在最後四輪中對陣奇甫倍的全韓國準決賽正式成立，而崔美善在前面的四強賽中被淘汰出局。儘管奇甫倍是進入金牌戰的熱門人選，但張惠珍克服了糟糕的開局，她的第二支箭在大風條件下僅得分3分，以7比3的比分獲勝並晉級決賽。決賽中她的對手是德國選手莉薩·翁魯，她以第21名結束排名賽，意外地晉級金牌爭奪戰。最終張惠珍以六比二的優勢贏得了她的第二枚奧運金牌，並使她成為第八位成為奧運會個人射箭冠軍的韓國女子，之後她的世界排名上升到了第三，也因此大大了提升了她的知名度。她的勝利也標誌著韓國在射箭項目上獲得了22枚奧運金牌，超越短道競速滑冰成為該國最成功的奧運會項目。
張惠珍的成就為她贏得了2016年韓國女子體育大獎最佳女運動員的稱號。

### 2017-2018：世界第一
2017年6月，張惠珍成為世界排名第一的女子反曲弓射手。在9月的年度射箭世界杯中，她贏得了兩枚獎牌，在混合團體項目中與衛冕男子世界冠軍金優鎮一起獲得金牌，並在女子個人項目中獲得銅牌。10月，她在世界射箭錦標賽與崔美善和姜彩瑛搭檔，擊敗了東道主墨西哥，並在女子團體賽中獲得了韓國第13枚世錦賽金牌。在排名賽中，她以平個人紀錄的成績683環成為第二種子，並且一路來到四強賽上碰上代表中華台北的譚雅婷，本來在前兩局分數落後，但是雙方在第4局戰成平手，她在最後一局以29比24，最終6比4的比分擊敗譚雅婷，個人首次晉級世界冠軍金牌戰。後來她在決賽中不敵世界排名第三的俄羅斯選手克谢尼娅·佩罗娃拿下銀牌。
2018年，她在上海射箭世界杯第一階段的比賽中強勢開局，在決賽中對陣中國選手安啟軒僅丟兩分。在第二盤中，她將三支箭射在箭靶的內10環裡，彼此相距僅3毫米，這一壯舉被《奧運會內部》的麥可·羅伯頓（Mike Rowbottom）稱讚為「可能是鏡頭前有史以來最好的反曲弓組合」。一個月後，她在安塔利亞舉行的世界杯第二站決賽中被克谢尼娅·佩罗娃擊敗，這是她十二個月內第二次輸給佩罗娃。
2018年8月，她與姜彩瑛、李銀敬和李雨錫一起參加了雅加達亞運。雖然在連續第五年保持在團體中的位置後，她被《韓國中央日報》稱讚了她的一致性，但她在自己的項目中表現不穩定，在女子射箭反曲弓個人賽中，她於八強賽就爆冷輸給世界排名僅53的印度選手迪亞南達·喬魯尼薩。她在女子個人和混合團體項目中都遭遇了四強賽的失利，才在後來的女子反曲弓團體賽中，以5比3擊敗由譚雅婷、雷千瑩、彭家楙所組成中華隊奪得金牌。這些結果與她在所有三項賽事中都獲得金牌的預期背道而馳，而且是在韓國體育界在亞運會上大失所望之際。《韓國中央日報》表示，她肩上成功的壓力導致了她不穩定的狀態，並評論說她的「掙扎似乎更多是精神上的，而不是缺乏技巧」。9月，在射箭世界杯上她被最後的亞軍娅塞明·阿纳格兹從世界杯的最後階段淘汰出局，但仍在年底保持了她作為國際射箭總會排名第一的女子反曲弓射手的地位。

### 2019–2021
她在2019年世錦賽上與崔美善和姜彩瑛搭檔，在三人組決賽中輸給了老對手中華臺北後，在女子團體賽中獲得了銀牌。到那年7月，她被《Bow International》雜誌認定為自2018年初以來狀態明顯下降。9月，她完成了20名預選賽後，在2020年東京奧運的國家選拔過程中被淘汰。然而，在2019冠狀病毒病疫情大流行迫使奧運會推遲到下一年之後，她有了第二次獲得參賽資格的機會。2021年3月，她第二次被淘汰出局。

## 個人生活
宗教信仰為新教，興趣是閱讀聖經。所屬於韓國土地住宅公社。

## 外部連結
- 張惠珍在国际奥林匹克委员会的资料
- 張惠珍的Facebook專頁
- 張惠珍的Instagram帳戶
- Chang Hye-jin （页面存档备份，存于） - 國際射箭總會
- Chang Hye-jin - Sports Reference（英语：Sports Reference）
- .   [2018-08-25]. （原始内容存档于2016-08-26）.